# Zimri-Lim
Zimri-Lim (akadsko zi-im-ri-li-im) je bil od okoli 1775 do 1761 pr. n. št.  kralj Marija.
Bil je sin ali vnuk Jahdun-Lima. Po očetovem umoru v državnem udaru je bil prisiljen pobegniti v Jamhad. Imel je nestabilne odnose s kraljestvom Andarig v severni Mezopotamiji, s katerim je bil včasih zaveznik, včasih pa nasprotnik. Marijsko  kraljestvo je okupiral asirski kralj Šamši-Adad I., ki je na marijski prestol posadil svojega sina Jasmah-Adada. Zimri-Lim se je kmalu po Šamši-Adadovi smrti vrnil iz izgnanstva in s pomočjo jamhadskega kralja Jarim-Lima pregnal Jasmah-Adada.
Zimri-Lim je v Mariju vladal približno trinajst let in z vojnimi pohodi v sosednje pokrajine ob Evfratu in Haburju utrjeval svojo oblast. Razširil je svojo palačo v Mariju, ki je bila verjetno največja v Mezopotamiji in vzbujala zavist drugih kraljev.
Aktiven je bil tudi na širšem političnem prizorišču in nekaj časa (morda okoli  1764 pr. n. št.) kot Hamurabijev zaveznik v vojni proti Elamu, Ešnuni in Larsi. Zimri-Lim je Hamurabiju posojal svoje vojake, imel z njim obsežne diplomatske stike, zdi pa se, da se z njim nikoli ni osebno srečalal.
Po porazu Elama ni bilo nobene zunanje sile, ki bi  ohranjala negotovo razmerje moči med mezopotamskimi kralji. Zavezništvo med Zimri-Limom in Hammurabijem se je po babilonski osvojitvi Larse skrhalo. Leta 1762 pr. n. št. je Hammurabi zavezništvu navkljub osvojil še Mari, ki se je morda predal brez odpora. Zimri-Lim je izginil iz zgodovinskih zapisov. Domneva se, da je bil ubit.
Zimri-Limovo zasebno življenje je delno znano s tablic,   shranjenih v državnem arhivu Marija. Poročen je bil z jamhadsko princeso Šibtu in imel z več ženami vsaj osem hčera. Več njegovih hčera je bilo poročenih z vladarji mrijskih mest, za dve drugi pa je znano, da sta postali svečenici. Korespondenca med kraljem in njegovima hčerama kaže,  da je Zimri-Lim visoko ocenil ženske in jih imel za sposobne sprejemati odločitve.
- Ozemlje Marija med Zimri-Limovim vladanjem (okoli 1775 pr. n. št.)
- Zimri-Limova investitura  (18 stoletje pr. n. št.)
- Zimri-Limova paača v Mariju